# Los destellos
Pour plus de détails, voir Fiche technique et Distribution.
Los destellos est un film espagnol réalisé par Pilar Palomero, sorti en 2024.

## Synopsis
Madalen, la fille d'Isabel, lui demande de rendre visite à son ex-mari Ramón qu'elle a quitté quinze ans plus tôt et atteint d'un cancer en phase terminale.

## Fiche technique
- Titre : Los destellos
- Réalisation : Pilar Palomero
- Scénario : Pilar Palomero d'après la nouvelle Un corazón demasiado grande d'Eider Rodriguez
- Musique : Vicente Ortiz Gimeno
- Photographie : Daniela Cajías
- Montage : Sofia Escudé
- Production : Fernando Bovaira, Simón de Santiago et Valérie Delpierre
- Société de production : Mod Producciones, Misent Producciones, Inicia Films, Crea SGR, Movistar Plus+, Radiotelevisión Española et À Punt Mèdia
- Pays de production :  Espagne
- Genre : Drame
- Durée : 101 minutes
- Dates de sortie : 
  - Espagne : 4 octobre 2024

## Distribution
- Patricia López Arnaiz : Isabel
- Antonio de la Torre : Ramón
- Marina Guerola : Madalen
- Julián López : Nacho
- Lobo el Perro : Oso
- Ramon Fontserè : Gustavo
- Rubén Martínez : Leo
- Carlos Burot : Carlos

## Distinctions
Le film a été nommé pour quatre prix Goya.